# Faisal bin Bandar Al Saud

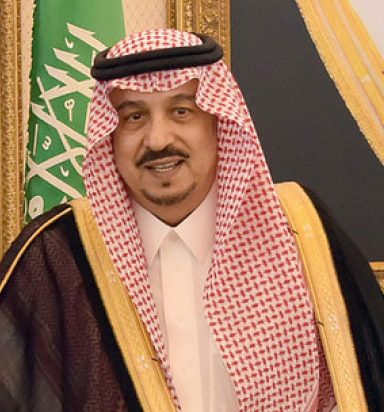
Faisal bin Bandar

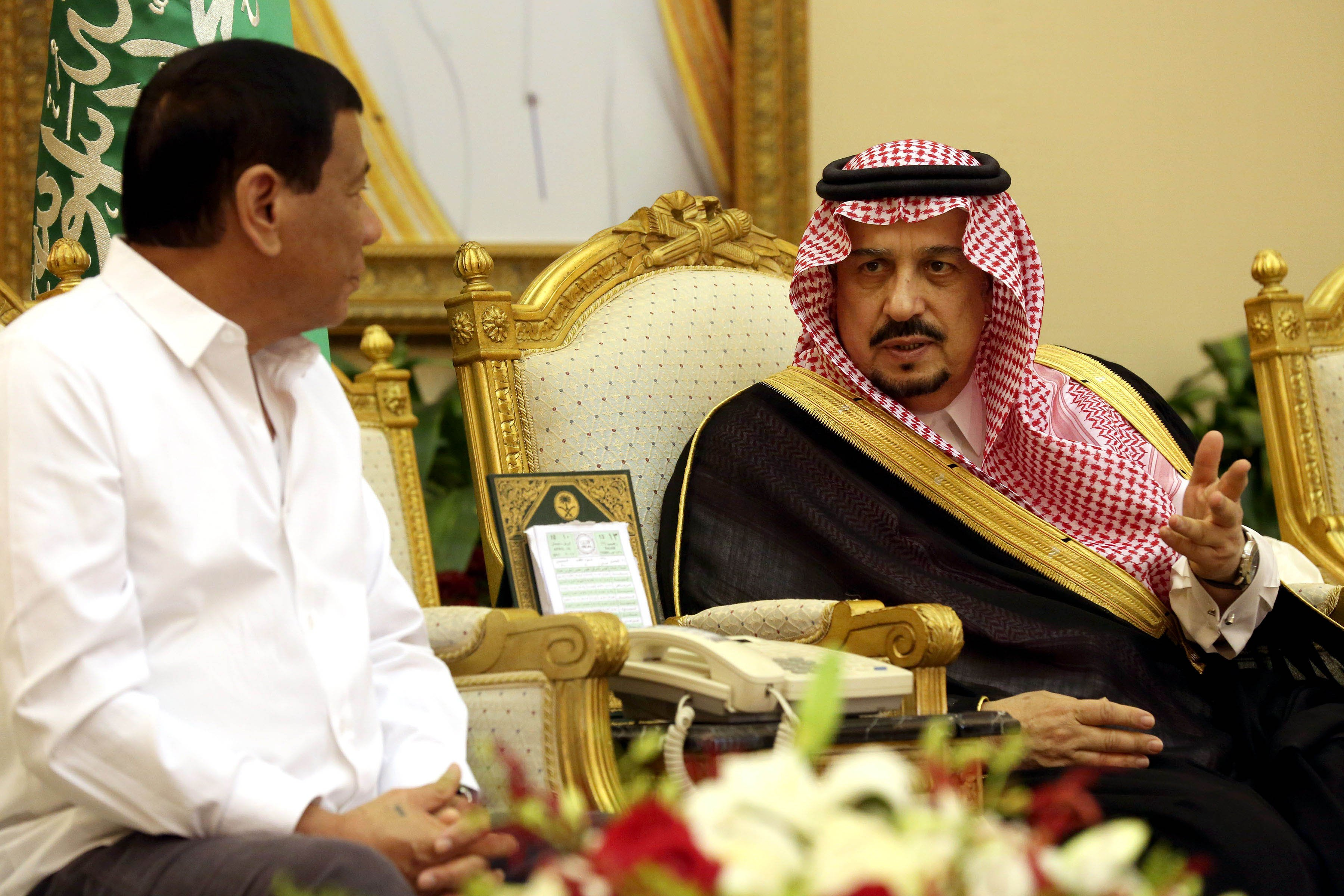
Faisal bin Bandar Al Saud (rechts) bei einem Gespräch mit dem philippinischen Präsidenten Rodrigo Duterte (2017)

Prinz Faisal bin Bandar Al Saud (arabisch فيصل بن بندر بن عبد العزيز آل سعود, DMG Faiṣal b. Bandar b. ʿAbd al-ʿAzīz Āl Saʿūd, auch Faisal bin Bandar bin Abdulaziz Al Saud; * 1943) ist ein saudi-arabischer Politiker und Mitglied des Hauses Saud.

## Leben
Prinz Faisal wurde 1943 als ältester Sohn von Prinz Bandar bin Abdulaziz Al Saud, einem Sohn Ibn Sauds, geboren. Er studierte Geschichte an der König-Saud-Universität und erhielt dort 1969 seinen Abschluss.
Nach verschiedenen Posten im Verteidigungsministerium und dem Kommunikationsministerium war er von 1978 bis 1981 Assistenzvizegouverneur in der Provinz Asir. Im Mai 1981 wurde er Vizegouverneur derselben Provinz. Von Mai 1992 bis Januar 2015 war er Gouverneur der Provinz al-Qasim. Seine Ernennung zum Gouverneur geschah als Ausgleich dafür, dass sein Vater in der saudischen Thronfolge übersprungen wurde. Seit Januar 2015 ist er Gouverneur der Provinz Riad.

## Familie
Prinz Faisal ist mit seiner Cousine 1. und 2. Grades Prinzessin Nura bint Mohammed bin Saud bin Abdul Rahman Al Saud verheiratet und Vater von vier Kindern, zwei Söhnen und zwei Töchtern. Ihre Mutter Haya ist eine Schwester und ihr Vater Mohammed ein Cousin väterlicherseits seines Vaters.
Sein jüngerer Halbbruder Abdullah bin Bandar ist Minister der Nationalgarde.